# Route 195 (Québec)
Pour les articles homonymes, voir Route 195.
La route 195 (R-195) est une route nationale québécoise d'orientation nord / sud située sur la rive sud du fleuve Saint-Laurent. Elle dessert la région administrative du Bas-Saint-Laurent.

## Tracé
La route 195 débute tout juste devant l'église de Saint-Zénon-du-Lac-Humqui en se dirigeant vers le nord-est. Elle traverse Amqui, où elle enjambe la rivière Matapédia et croise la route 132 en multiplex. Elle longe la rivière Matane jusqu'à son extrémité nord, à Matane, où elle se termine devant le quai de la traverse reliant Matane à Baie-Comeau et Godbout, juste après avoir croisé la route 132 à environ 150 mètres au sud. 

## Localités traversées (du sud au nord)
Liste des municipalités dont le territoire est traversé par la route 195, regroupées par municipalité régionale de comté.

### Bas-Saint-Laurent
La Matapédia
- Saint-Zénon-du-Lac-Humqui
- Saint-Léon-le-Grand
- Amqui
- Saint-Tharcisius
- Saint-Vianney

La Matanie
- Saint-René-de-Matane
- Matane

## Intersections majeures
| MRC                     | Municipalité              | km    | Destinations                                                    | Notes                                    |
| ----------------------- | ------------------------- | ----- | --------------------------------------------------------------- | ---------------------------------------- |
| La Matapédia            | Saint-Zénon-du-Lac-Humqui | 0,00  | Route des Étangs / Route du 5e Rang / Route du 7e Rang          |                                          |
| La Matapédia            | Amqui                     | 26,50 | R-132 ouest – Mont-Joli                                         | Terminus sud du multiplex avec la R-132  |
| La Matapédia            | Amqui                     | 27,00 | R-132 est – Causapscal, Nouveau-Brunswick                       | Terminus nord du multiplex avec la R-132 |
| La Matanie              | Matane                    | 90,30 | R-132 – Mont-Joli, Matane (Centre-ville), Sainte-Anne-des-Monts |                                          |
| La Matanie              | Matane                    | 90,50 | Quai de Matane                                                  | Traversier vers Baie-Comeau et Godbout   |
| - Terminus de multiplex |                           |       |                                                                 |                                          |